# جويل فينلاي
جويل فينلاي هو مجدف كندي، ولد في 30 ديسمبر 1945 في فانكوفر في كندا.

## وصلات خارجية
- جويل فينلاي على موقع الاتحاد الدولي للتجديف (الإنجليزية)
- جويل فينلاي على موقع أوليمبيديا (الإنجليزية)